# Cabo Fréhel
El cabo Fréhel ( en francés: cap Fréhel ) es una punta de arenisca rosa de relieve accidentado que separa la bahía de Saint-Brieuc, al oeste de la bahía de Saint-Malo, con la costa del canal de la Mancha. Se encuentra en la localidad de Plévenon (y no en el municipio vecino de Fréhel, como podría indicar su nombre), dentro del departamento francés de Costas de Armor. Las únicas construcciones del promontorio son dos faros. El acantilado tiene 70 m  y es un lugar de interés para la conservación de determinadas especies de pájaros marinos.

## Características

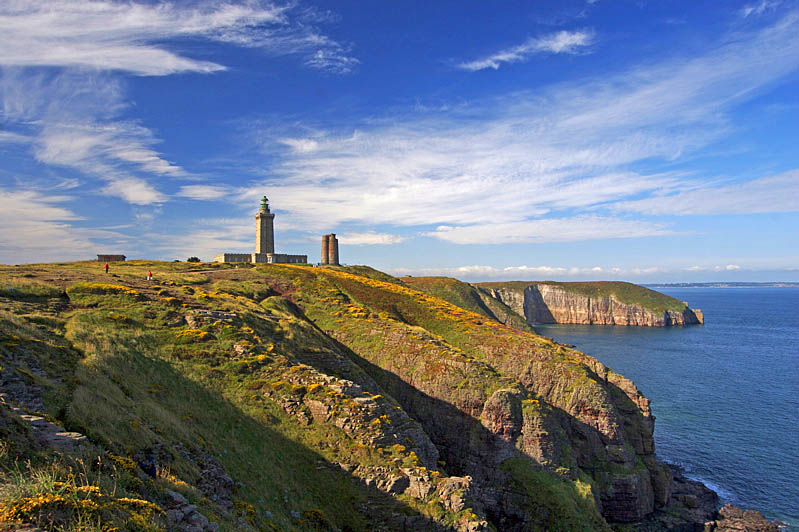
Faro sobre los acantilados del cabo Fréhel.

El brezal batido por los vientos del mar pinta el paisaje con el rosa del brezo y el amarillo del ulex. La costa escarpada y rocosa es un lugar con numerosas cuevas marinas. Las leyendas recogidas por Paul Sébillot en el siglo XIX especifican que estas cuevas estaban pobladas por hadas. Las cuevas son accesibles a pie, con la marea baja, y para los kayak de mar, con la marea alta. La conocida como Houle de la Banche es la más profunda de estas cavidades marinas.
El antiguo faro (o torre Vauban ), de granito, fue construido durante el reinado de Luis XIV en 1701 por uno de los discípulos de Vauban, Jean-Siméon Garangeau. Entre 1845 y 1847 se construyó un faro más moderno y más alto, faro que las tropas alemanas destruyeron en agosto de 1944. El actual faro, reconstruido a partir de 1946, se inauguró en 1950, con 32 m de altura, y su linterna abarca hasta 103 m. En un día claro, su luminaria es visible a más de 100 km de distancia.
Durante la Segunda Guerra Mundial, el cabo Fréhel fue el emplazamiento de una estación de radar nazi,  de la que hoy sólo quedan unos cuantos bloques escondidos en los matorrales.

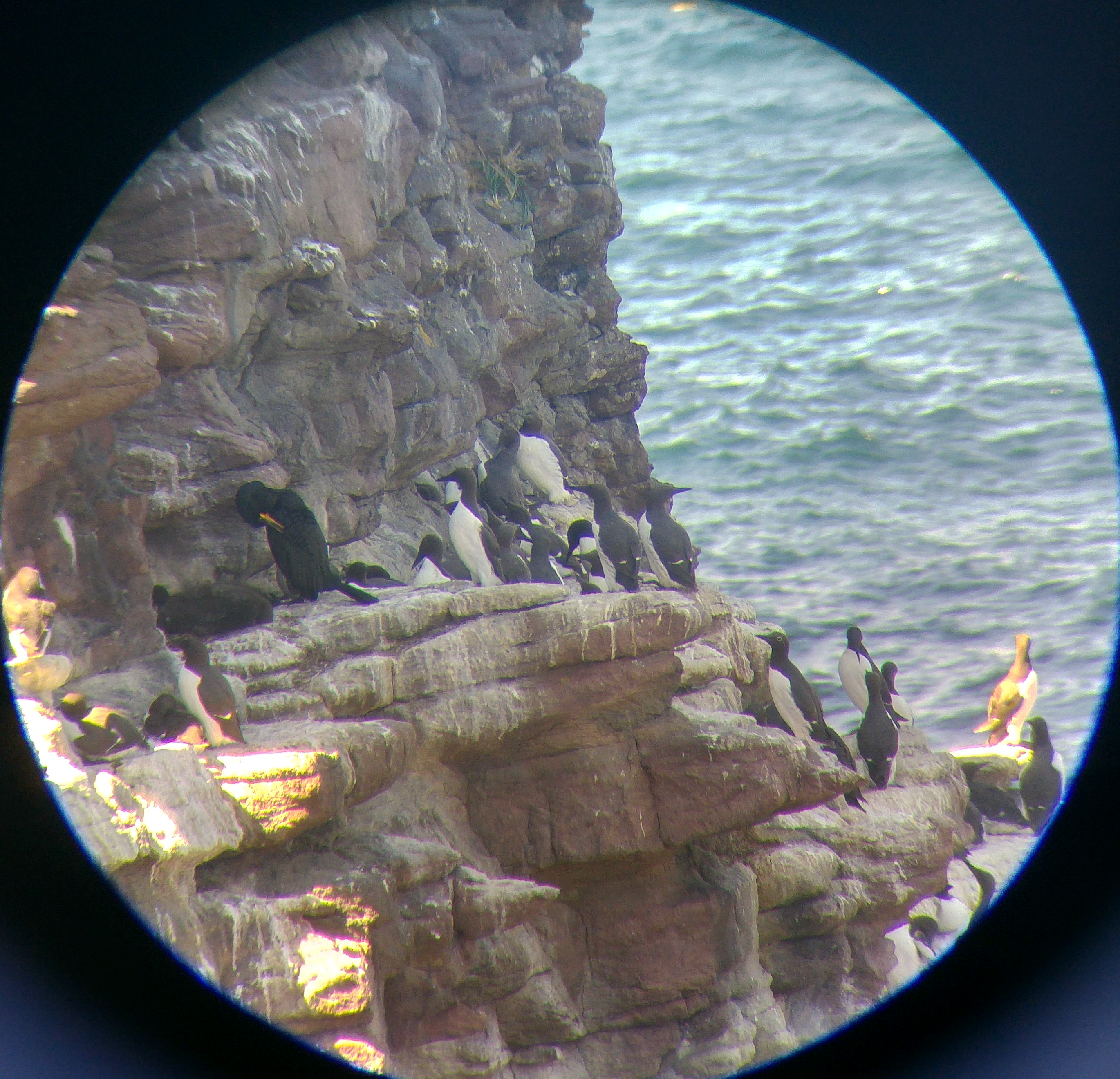
Somorgollaire común nidificante en el risco del cabo Fréhel. También se ve un cormorán moñudo.

En verano, el acantilado sirve de lugar de nidificación para los cormoranes marrones, los araos comunes y las gaviotas tridáctilas. Según el año, en estos acantilados nidifican entre 280 y 336 parejas de araos, lo que representa aproximadamente el 85% de la población presente en Francia. Más raramente, entre 28 y 31 parejas de alcas tordas ocupan el sitio para su nidificación. Las grandes gaviotas, y las gaviotas patiamarillas o sombrías anidan en el terreno más plano de los islotes circundantes, mientras que los fulmares boreales se extienden a lo largo de los acantilados.  El brezal, en particular, es un lugar de paso migratorio para muchos paseriformes, como la collalba gris.